# John Aubrey
John Aubrey (12 de marzo de 1626 – 7 de junio de 1697) fue un anticuario y escritor inglés, más conocido por ser autor de breves piezas biográficas, usualmente conocidas como Vidas breves. 
Nació en Easton Piers o Percy, próximo a Malmesbury (Wiltshire), miembro de una familia acaudalada y famosa de la zona. 
Se educó en la escuela gramática de Malmesbury, bajo la tutela de Robert Latimer, que había tenido a Thomas Hobbes entre sus primeros alumnos. En casa de su profesor, Aubrey se encontró por primera vez con el filósofo cuya biografía redactaría más adelante. Ingresó a la Universidad de Trinity en Oxford, en 1642, pero sus estudios se vieron interrumpidos con el advenimiento de la Guerra Civil británica. Hacia 1646, se convirtió en un estudiante del Middle Temple, aunque nunca fue convocado a su tribunal. 
Permaneció la mayor parte de su vida entre los confines de su país, y en 1649 prestó atención a los restos megalíticos encontrados en Avebury. Su padre falleció en 1652, dejándole un considerable patrimonio, y con él, algunas complicadas deudas.
Aubrey nunca quiso verse involucrado entre la mayoría de los más renombrados escritores, científicos, políticos y aristócratas de su tiempo; y poseía un ojo para el detalle. Si bien su memoria "no era tenaz", mantuvo (desordenadas) notas sobre la apariencia de sus amigos, sus debilidades y, lo más importante, los chismes que les involucraban. De hecho, un amigo y colega suyo, Anthony Wood, predijo que algún día se rompería el cuello corriendo por las escaleras en busca de alguna novedad para su portada. John Aubrey no formó parte de la política, pero de su descripción del encuentro de un club rotativo, fundado por James Harrington (el autor de Oceana), parecía tener connotaciones claramente republicanas. 
Sus reminiscencias en esta materia datan de la Restauración, y se han ajustado a la perfección.
En 1663 se hizo miembro de la Sociedad Real, y al año siguiente conoció a William Somner, "en un mal momento," confiesa. Fue perdiendo su fortuna a causa de reiterados juicios hacia su persona, hasta que en 1670 se separó de su último trozo de propiedad y hogar ancestral, Easton Piers. Desde ese entonces, dependió de la hospitalidad de numerosos amigos.
Por 1667 disfrutaría de la compañía de Anthony Wood en Oxford, y cuando este comenzó a juntar materiales para sus Athenae Oxonienses, Aubrey se ofreció para recolectarle información. De vez en cuando componía un memorándum en un estilo desparejo, informal y epistolar, y en 1680 se comprometió a trabajar en "Minutos por Vidas", que emplearía Wood a su discreción.